# Olena Pacholtjyk
Olena Ivanivna Pacholtjyk (ukrainska: Олена Іванівна Пахольчик), född den 2 november 1964 i Pavlodar, är en ukrainsk seglare.
Hon tog OS-brons i 470 i samband med de olympiska seglingstävlingarna 2000 i Sydney.